# Leșko Presoi, Loveci
Leșko Presoi (în bulgară Лешко Пресои) este un sat în comuna Troian, regiunea Loveci,  Bulgaria. 

## Demografie
Componența etnică a satului Leșko Presoi
     Nicio identificare (100%)
     Altele (0%)
La recensământul din 2011, populația satului Leșko Presoi era de 1 locuitori. . Pentru 100,0% din locuitori nu este cunoscută apartenența etnică.